# 톰과 제리: 카우보이 업!
《톰과 제리: 카우보이 업!》(Tom and Jerry: Cowboy Up!)은 2022년에 공개된 미국의 비디오 영화이다. 2021년 실사 컴퓨터 애니메이션 영화 개봉 이후, 2017년 이후 공백기 이후. 이 Direct-to-Video 영화는 이전 영화의 전통적인 디지털 잉크 및 페인트와 달리 플래시 애니메이션으로 애니메이션화되었습니다.

## 목소리 배역
- 리차드 단하클, 마라 윌슨 - 톰, 제리
- 조지 애클스 - 마샬
- 션 부르고스 - 울퉁불퉁한
- 트레버 데발 - 듀크
- 크리스 에절리 - 어거스트 크리츨리
- 조지 키더 - 스크러피
- 카트 수시에 - 터피
- 프레드 타타시오레 - 클렘
- 케이틀린 롭록 - 베티
- 아이작 로빈슨 스미스 - 젭
- 저스틴 마이클 - 벤틀리
- 카리 월그린 - 더피, 제인
- 스티븐 스탠튼 - 버질